# Francesco Alessandro Ugolini
Francesco Alessandro Ugolini (Roma, 2 maggio 1910 – Roma, 1º aprile 1990) è stato un linguista e filologo italiano. È considerato uno dei massimi esperti di dialettologia dell'Italia mediana.
Discendente da un'antica famiglia perugina di tradizione garibaldina, allievo di Bertoni, ottenne, appena ventiquattrenne, la libera docenza in filologia romanza insegnando prima a Roma, quindi a Torino (1939-1958), e infine a Perugia.
A lui si devono importanti edizioni critiche di testi dialettali mediani tra cui la più antica cronaca umbra tramandataci e il poema eroicomico romanesco il Jacaccio di Giovanni Camillo Peresio. Va annoverato, per i suoi «numerosi e notevolissimi studi» sull'argomento, tra i migliori conoscitori del romanesco antico: a lui tra l'altro si deve la denominazione di "romanesco di prima fase".
Medaglia d'oro ai benemeriti della scuola, della cultura e dell'arte nel 1965, fece parte delle Deputazioni di storia patria di Roma, degli Abruzzi e dell'Umbria, nonché dell'Academia de buenas letras di Barcellona.